# 金季昑
金季昑（韓語：김계령，1979年12月17日—），韩国篮球运动员。她曾代表韩国曾参加2004年夏季奥运会和2008年夏季奥运会女子篮球比赛。她也参加了三届亚洲运动会，共收获两枚银牌和一枚铜牌。